# Ameiva lineolaia
Ameiva lineolaia är en ödleart. Ameiva lineolaia ingår i släktet Ameiva och familjen tejuödlor. Utöver nominatformen finns också underarten A. l. privigna.